# كرسول قصير الأوراق
كرسول قصير الأوراق (الاسم العلمي:Crassula brevifolia) هو نوع نباتي يتبع جنس الكرسول من فصيلة الكرسولية.